# Black Oxen
Black Oxen este un film mut american din 1923 regizat de Frank Lloyd. În rolurile principale joacă actorii Corinne Griffith, Conway Tearle, Clara Bow.

## Prezentare
Un playboy de Manhattan, Lee Clavering (Conway Tearle), se îndrăgostește de o misterioasă contesă austriacă (Corinne Griffith), observând că aceasta seamănă cu o celebră vedetă care a dispărut la începutul secolului. La început, el crede că e doar o coincidență, deoarece frumoasa este mult mai tânără decât femeia care a dispărut, care ar fi trebuit să aibă deja 50-60 de ani. În curând, cu toate acestea, el începe să creadă că la urma urmei poate nu este chiar o coincidență.

## Distribuție
- Corinne Griffith este Madame Zatianny / Mary Ogden
- Conway Tearle este Lee Clavering
- Clara Bow este Janet Ogelthorpe
- Tom Ricketts este Charles Dinwiddie
- Tom Guise este Judecătorul Gavin Trent
- Kate Lester este Jane Ogelthorpe
- Lincoln Stedman este Donnie Ferris
- Alan Hale este Prințul Rohenhauer
- Claire McDowell este Agnes Trevor
- Clarissa Selwynne este Gora Dwight

## Vezi și
- Listă de filme americane din 1923